# Kinheim, Bernkastel-Wittlich
Kinheim là một đô thị ở huyện Bernkastel-Wittlich, trong bang Rheinland-Pfalz, Đô thị Kinheim, Bernkastel-Wittlich có diện tích 9,07 km², dân số thời điểm ngày 31 tháng 12 năm 2006 là 820.